# ألان وارنر (كاتب)
ألان وارنر (بالإنجليزية: Alan Warner)‏ هو موسيقي وكاتب بريطاني، ولد في 21 أبريل 1947.